# ترازنامه سه‌ماهه
ترازنامه سه‌ماهه (لهستانی: Bilans kwartalny) که با نام تصمیم یک زن (انگلیسی: A Woman's Decision) هم شناخته می‌شود، یک فیلم درام لهستانی به کارگردانی کشیشتف زانوسی است که در سال ۱۹۷۵ منتشر شد. این فیلم در ۲۵مین دورهٔ جشنواره بین‌المللی فیلم برلین به نمایش درآمد و برندهٔ جایزهٔ سیگنیس شد.

## گزیدهٔ بازیگران
- مایا کوموروفسکا
- پیوتر فرونچوسکی
- مارک پیووفسکی
- زوفیا مروزوفسکا
- هالینا میکووایسکا
- ماریوش دموخوفسکی
- الژبیتا کارکوشکا
- ماوگوژاتا پریتولاک
- چیپ تیلور
- دانوتا رین
- کاژیمیرا اوتراتا
- آنتونینا گیریچ
- ائوگنیا هرمان